# Heinrich Müller (Gestapo)

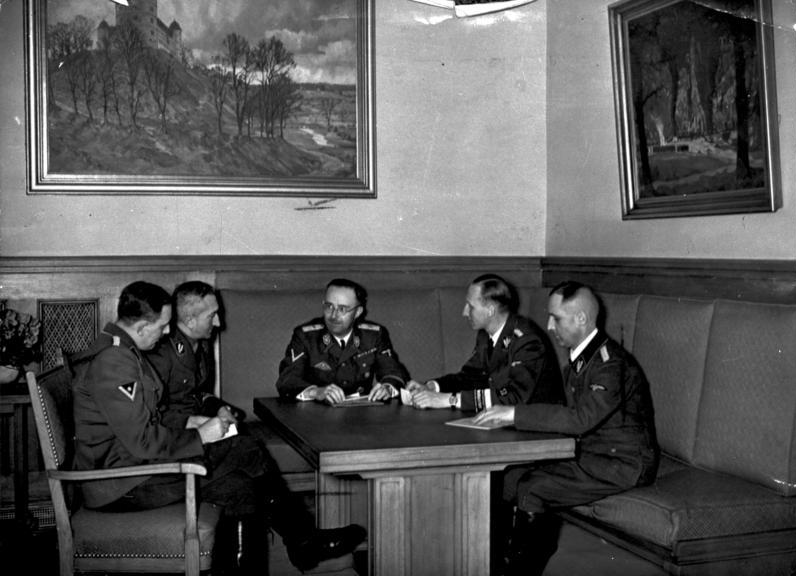
Heinrich Müller (längst till höger) vid ett möte med Heinrich Himmler (i mitten) i november 1939. De övriga tre personerna är (från vänster): Franz Josef Huber, Arthur Nebe och Reinhard Heydrich.

Heinrich Müller, kallad "Gestapo-Müller", född 28 april 1900 i München, försvunnen efter 29 april 1945 i Berlin, troligen död i början av maj 1945, var en tysk kriminalpolis och SS-Gruppenführer. Han var mellan 1939 och 1945 chef för Gestapo, avdelning IV inom Reichssicherheitshauptamt (RSHA), Tredje rikets säkerhets- och underrättelseministerium. 
I andra världskrigets slutskede försvann Müller spårlöst. Enligt den tyske statsvetaren Johannes Tuchel, chef för Gedenkstätte Deutscher Widerstand, dog Müller natten mellan den 1 och den 2 maj 1945. Müller dog antingen av fiendeeld eller genom självmord.

## Biografi
Müller föddes i München och växte upp i en katolsk arbetarfamilj och utbildade sig till flygplansmekaniker. Under första världskrigets sista år tjänstgjorde han som pilot och tilldelades bland annat Järnkorset av första klassen. Efter att ha bevittnat hur medlemmar av den Bayerska rådsrepubliken sköt ihjäl gisslan ur det antisemitiska Thulesällskapet närde han ett intensivt hat gentemot kommunismen.
Under Weimarrepublikens era tjänstgjorde Müller vid Münchens politiska polis; han blev med tiden dess chef. Han specialiserade på övervakningen av kommunister och införde sovjetiska polisens förhörsmetoder. Före Adolf Hitlers maktövertagande i januari 1933 ingrep Müller vid flera tillfällen mot nazisterna. Detta gjorde att han inte förrän år 1939 accepterades som medlem i NSDAP. Heinrich Himmler och Reinhard Heydrich tog sig dock an Müller och år 1934 inträdde han i SS. Fem år senare, 1939, blev han medlem av Nationalsocialistiska tyska arbetarepartiet (NSDAP).

### Försvinnande
Müller, som närvarade vid Wannseekonferensen i januari 1942, försvann spårlöst den 29 april 1945 efter att ha lämnat Führerbunkern, och mysteriet löstes inte förrän år 2013. Detta gav upphov till en rad olika spekulationer kring hans slutliga öde. Det rörde sig i huvudsak om tre teorier: 
- Han begick självmord[3] eller dödades i samband med slaget om Berlin.
- Han lyckades fly till Sydamerika, måhända med hjälp av ODESSA. Han skulle sedan ha levt hela sitt liv där utan att bli avslöjad.
- Han rekryterades av antingen USA eller Sovjetunionen och gavs en ny identitet.

Erich Kempka, Adolf Hitlers personlige chaufför mellan 1936 och 1945, avfärdade i sina memoarer helt spekulationerna om att Müller skulle ha rekryterats av ryssarna. Kempka menar, att det hela är en fabel skapad av Walter Schellenberg, som, enligt Kempka, var Müllers ärkefiende inom Reichssicherheitshauptamt.
En amerikansk utredning av Heinrich Müllers försvinnande och öde drog slutsatsen att han sannolikt dog i Berlin i början av maj 1945.

### Bekräftad död
År 2013 avslöjade den tyska tidningen Bild att Müller troligen dog i början av maj 1945. Anmärkningsvärt nog antas han vara begraven på en judisk begravningsplats i Berlin.

## Äktenskap
Müller gifte sig 1924 med Sophie Dischner (1900–1990). Paret fick en son, Reinhard Heinrich (född 1927), och en dotter, Elisabeth (född 1936).

## Befordringar inom SS
- Hauptsturmführer: 30 januari 1935
- Sturmbannführer: 20 april 1936
- Obersturmbannführer: 9 november 1936
- Standartenführer: 1937
- Brigadeführer: 14 december 1940
- Gruppenführer: 9 november 1941

## Utmärkelser
- Krigsförtjänstkorsets riddarkors med svärd
- Järnkorset av andra klassen
- Järnkorset av första klassen
- Tilläggsspänne till Järnkorset av andra klassen
- Tilläggsspänne till Järnkorset av första klassen
- Krigsförtjänstkorset av andra klassen med svärd
- Krigsförtjänstkorset av första klassen med svärd
- Ärekorset (Ehrenkreuz für Frontkämpfer)
- Landesorden
- SS Hederssvärd
- SS-Ehrenring (Totenkopfring)

## Populärkultur
- I den tyska filmen Die Wannseekonferenz från 1984 spelas Müller av Friedrich G. Beckhaus.
- I TV-filmen Konspirationen från 2001 porträtteras Müller av Brendan Coyle.
- Müller förekommer i Jonathan Littells roman De välvilliga.
- Müller förekommer i Philip Kerrs roman Tyskt rekviem.